# Sociedad Deportivo Quito
Il Sociedad Deportivo Quito è una società calcistica ecuadoriana, con sede a Quito.

## Storia
Il club ha vinto cinque titoli nazionali ecuadoriani, nel 1964, 1968, 2008, 2009,2011; ha visto giocare tra le sue file alcuni dei giocatori più rappresentativi dell'Ecuador, come Álex Aguinaga, Édison Méndez, Hólger Quiñónez e Ulises de la Cruz.
Nel 2015 scende in serie B per problemi economici e posteriormente in Segunda categoria de Ecuador(Serie C) fino all'attualità.

## Palmarès

### Competizioni nazionali
- Campionato ecuadoriano: 5

1964, 1968, 2008, 2009, 2011
- Camp. Ecuadoriano Seconda Divisione: 1

1980
- Segunda Categoría: 1

1967

### Altri piazzamenti
- Campionato ecuadoriano:

Secondo posto: 1957, 1985, 1988, 1997
Terzo posto: 1963, 1989, 2010, 2013
- Primera Categoría Serie B:

Secondo posto: 1976